# 探訪 (電影)
《探訪》（英語：The Visit）是一部2015年美國心理恐怖片，為奈·沙馬蘭執導和編劇。由凱薩琳·哈恩、奥利维亚·德容格、艾德·奧克森博爾德、狄安娜·杜納甘、彼得·麥克羅比與班傑明·凱恩主演。環球影業將電影定於2015年9月11日在美國上映。

## 劇情
蕾貝卡和泰勒是一對來自費城的姐弟倆，正準備前往他們的祖父母居住的鄉下老家度過五天，而他們離過婚的母親洛瑞塔則即將和她的新男友去一個遊輪度假。姐弟倆由於從來沒有和外公外婆見過面或是相處過，因此對他們倆的首次獨自旅行感到緊張，而蕾貝卡決定將這次旅行拍成一部學校作業用的紀錄片。洛瑞塔在採訪時供述她當初自從父母反對她和前夫的婚姻後，就再也沒有見過父母、也從來沒有通過電話，於是建議蕾貝卡去採訪外祖父母時要直接問細節。
姐弟倆坐火車到達母親的老家小鎮後首次見到他們的外公外婆，住進一棟幾乎與世隔絕的鄉屋裏。外公外婆歡喜他們倆的到來，並為他們倆立下三條簡單的規矩：①盡情玩樂及享受鄉下的氣氛，②食品吃喝無限量，③晚上9：30過後不要出房間門。外公還不允許他們進地下室，稱地下室覆蓋著有毒黴菌。而第一天晚上，蕾貝卡帶著攝影機偷拍樓下時，拍到外婆站在樓下出現嘔吐症狀。蕾貝卡為此感到驚嚇與擔心而在隔天告訴外公，但外公只說外婆長期患有急性胃腸炎以及日落綜合症，並堅持提醒她和泰勒在每晚9：30的睡覺時間後不要踏出房間門。
鄉下生活的幾天下來，姐弟倆注意到他們的外公外婆出現許多離奇行為：外公時常情緒難以控制，有時還做出不合常理的動作，甚至散步時會對一名素昧平生的路人發瘋，解釋他以為對方在跟蹤他。外婆則是更加詭異；蕾貝卡一次趁夜裡偷偷打開房間門，注意到外婆全身赤裸地亂抓房間門。由於外公外婆都不肯上鏡頭與女兒洛瑞塔說話，蕾貝卡將事情用視訊報告給旅遊中的母親，洛瑞塔認為這很可能是老人的普遍現象。在採訪時，蕾貝卡詢問外婆關於母親離開家當天的狀況時，外婆卻突然全身顫抖與發出尖叫，使蕾貝卡沒有問下去就結束。隔天，一位前來關切外公外婆的本地女居民前來拜訪，當她跟著外公外婆走進後院後就再也沒有出現過。當晚，泰勒由於擔心而在客廳放置一個隱藏攝影機，但外婆晚上在客廳走動時不僅發現攝影機，甚至開始拿菜刀亂走、試圖撞開姐弟倆的房間門。
蕾貝卡和泰勒因此再也受不了這裡的詭異，用視訊聯繫剛旅遊結束的洛瑞塔前來接他們。但洛瑞塔通過視訊望見窗外站在院子裡的外公外婆時，突然對蕾貝卡和泰勒說「這對老夫妻不是她的父母」；由於警察線路一直佔線，洛瑞塔讓姐弟倆在她趕去之前儘量遠離這對冒充者。當晚，外公外婆用一起玩快艇骰子為藉口而留住蕾貝卡和泰勒，但蕾貝卡還是趁機拿著攝影機溜進地下室，在下面找到她真正外公外婆的腐爛遺體，還在旁邊找到她們生前的一系列相片、一把帶血鐵錘、以及兩件本地精神病院的工作制服；由此證實這對冒充者實為取代他們身份而逃獄的精神病人。
外公尾隨進入地下室得知蕾貝卡已經發現真相，於是將蕾貝卡拖進二樓臥室和外婆關在一起，而當時外婆開始出現嚴重的發瘋狀態，試圖爬過去吃她，但蕾貝卡還是用被子擋住她，並用碎鏡片刺死外婆。當時外公正要拿一個外婆使用過的尿布貼在泰勒臉上，泰勒因為父親離家所導致的潔癖狀態而情緒激動，將外公扳倒在地後，用冰箱擠碎他的頭。蕾貝卡安撫泰勒後一起跑出去，剛好遇上被洛瑞塔呼叫而來的警察而獲救，並和母親團圓。事情過後，洛瑞塔在蕾貝卡的採訪中，坦白她當初離家前和父母的大吵乃至爭端，並從此再也不想和他們聯繫，如今即便想和父母和解卻再無機會。洛瑞塔希望蕾貝卡能以她為戒，不要再繼續糾結於父親離家的事情。而紀錄片結束時，泰勒用他在農場的經歷來演繹一段饒舌做結尾。

## 演員
- 奥利维亚·德容格 飾 蕾貝卡·詹姆森[3]
- 艾德·奧克森博爾德 飾 泰勒·詹姆森[3]
- 凱薩琳·哈恩 飾 洛瑞塔·詹姆森[3]
- 狄安娜·杜納甘 飾 外婆／瑪莉亞·貝拉·詹姆森[3]
- 彼得·麥克羅比 飾 外公／佛德瑞克·史賓瑟·詹姆森[3]
- 班傑明·凱恩 飾 科林·詹姆森[3]

## 評價
電影獲得褒貶不一的評價，但也被影評人認為是沙馬蘭近幾年來最好的一部。爛番茄根據171个專業影評新鮮度61%，平均得分5.6／10；該網站共識：「《探訪》為恐怖粉絲們呈現出一個令人滿意的結合驚險刺激和嘲弄，也象徵著歡迎奈·沙馬蘭重回自編自導的行列」。Metacritic基於33篇評論，得分55（滿分100），代表「好壞參雜」的評價。

## 票房
美国首周末收获2542万美元居亚军。

## 外部連結
- 互联网电影数据库（IMDb）上《探訪》的资料（英文）
- Box Office Mojo上《探訪》的資料（英文）